# Pelourinho de Monchique
O Pelourinho de Monchique é um monumento em Monchique classificado como Imóvel de interesse público.
Atualmente, o que resta deste Pelourinho, que é parte do fuste octogonal com base de secção quadrada, foi colocado no átrio da Câmara Municipal.